# Jepara Wetan
Jepara Wetan is een bestuurslaag in het regentschap Cilacap van de provincie Midden-Java, Indonesië. Jepara Wetan telt 5153 inwoners (volkstelling 2010).